# Japanist
Japanistは、富士通がかつて開発・販売していた日本語入力システム。2000年12月15日販売開始。日本語入力フロントエンドプロセッサ(FEP)の「OAK」を前身とする。
DOS/Vパソコン向けWindows OS用のソフトであるが、他プラットフォーム・OS用のソフトとしても、Pocket PC、Windows Mobile 5.0上で動作する「Japanist for Pocket PC」が、2006年2月24日に富士通大分ソフトウェアラボラトリ（現・富士通九州システムズ）からシェアウェアとして提供開始された。
2020年5月19日に販売終了とサポート終了までのスケジュールが公開された。

## 沿革

### OAKの誕生
OAK（オーエーケー、オアシスかな漢字変換）は、Japanistの前身に当たる日本語入力フロントエンドプロセッサ(FEP)である。
元々は、現在は販売を終了した富士通の日本語ワープロ専用機OASYSのかな漢字変換機能を、同社製パソコンのFMRやFM TOWNSのMS-DOSやOS/2向けに移植したもので、これらの機種向けのOSに付属していた。
OAKはその後，Windowsに移植され、FMR・FM TOWNS・FMV版のWindowsに付属するほか、同社製のワープロソフトOASYS(OASYS/WinやOASYS Jr.やOASYS for Windowsを含む)に「OAK for Windows」としてバンドルされ、販売されていた。
OAK V8開発中の2000年7月7日、親指シフト入力など、大幅に機能が追加された「OAK パワーアップβ版」が公開され、その後同年9月28日発表のOASYS V8にてOAK V8正式版がバンドルされた。
OAKとしてのOASYSへのバンドルはV8が最終となった。

### Japanistの歴史
- 2000年12月15日

OAK V8の改良版をJapanist（V1）と名称変更して単体販売を開始。
- 2001年12月7日

Japanist 2002が販売開始。
同時に販売開始となったOASYS 2002にもOAKに代わり初めてバンドルされることになり、OAKの名称は完全に姿を消した。
- 2003年1月16日

Japanist 2003が販売開始。
- 2017年10月27日

Japanist 10が販売開始。(10月2日に製品を発表)
Windows 10に対応。従来のWindowsは同梱のJapanist 2003で対応。
- 2020年9月

Japanist 10の個人向け販売を終了。
- 2021年5月

Japanist 10の法人向け販売を終了。
- 2026年6月

Japanist 10のすべてのサポートを終了。

## 特徴
親指シフト配列に対応
OASYSのために開発され、親指シフト配列での入力に対応している。
富士通製の各種の親指シフトキーボードを使用できるほか、Japanistからは一般のJIS配列キーボードで親指シフト配列をエミュレーションできる機能が搭載された。
入力予測機能
Japanistからは入力予測機能が実装されている。
これは過去に入力された文章を学習し、最初の数文字が入力されると過去に入力された文章を候補として表示することで、キータイプ数を削減できる機能である。
単文節変換に最適化
効率よく連文節変換ができるように設計されている多くのIMEとは対極的である。
単文節変換で漢字への変換作業を完結させることで、変換中や変換後に前の文節へ後戻りすることのない文章入力を目指している。

## 対応OS
「Japanist 10」自体は、Windows 10(32bit/64bit)のみで動作する。

Japanist 2003では基本的に非対応だったUWPアプリへの入力も、このバージョンは対応する。

Windows 10以外のOSは同梱のJapanist 2003をインストールすることになるが、Windows 8・8.1ではModern UIアプリへの入力ができない。
「Japanist 2003」は、Windowsの以下のOSに対応する。
ただし、マイクロソフト社のOSのサポート終了に伴って、一部のOS環境下でのサポートを終了している。
- 発売当初の対応OS(すべてサポートを終了した)
98,Me,NT 4.0,2000,XP
- 発売後のアップデートにより対応したOS(一部はサポート終了)
Vista(32bit版のみ)
7（当初は32bit版のみ2009年12月11日付けでアップデート公開）
Windows 7(64bit)への対応
2011年7月8日
Windows 7 64bit 日本語版対応のJapanist 2003 体験版(64bit)が公開された。
試用可能期間は2012年3月31日までとなっていた。
2012年3月30日
Windows 7(64bit版)に対応するアップデートが正式に公開された。
8(2013年6月28日付けでアップデート公開・8.1も同アップデートで対応・Modern UIアプリは非対応)
10(2015年10月30日付けで対応するとの発表があった・UWPアプリは非対応)
Server 2003(サポート終了)
Server 2008
Server 2012(2013年6月28日付けでアップデート公開・R2も同アップデートで対応・Modern UIアプリは非対応)
Server 2016(2013年6月28日付けのアップデートで対応可能・UWPアプリは非対応)

## 最新アップデート
- Japanist2003本体

2013年6月28日
Windows 8(32bit/64bit版)およびWindows Server 2012に対応するアップデートが正式に公開された。
ただし、Modern UIアプリへの入力はサポートしない。
アップデート適用後の版数表示は「V3.0 L10 rel.317」となる。
本アップデートの適用によりWindows 10/Server 2012 R2/Server 2016にも対応するが、UWPアプリへの入力はサポートしない。
- OASYSキーボードドライバ

2015年7月31日
Windows 8,Windows 8.1用が公開された。版数表示は「V5.0.2.0」である。
なお、2015年12月12日の段階ではWindows 10への対応は行われていない。
- 郵便番号辞書

2012年3月30日
同年1月31日現在の日本郵政の郵便番号データに準拠している。
これ以降の郵便番号データの更新は公開されていない。
- この他の公開されているデータ[8]
  - 2005年7月12日付け「セキュリティパッチ」
  - オプション辞書データ各種
  - URL変更ツール
@nifty検索エンジンのURL変更に伴う、インターネット検索用データ変更ツール。

## バージョン

### OAK

#### DOS向け
- OAK1：MS-DOS用
- OAK2：富士通のノートパソコンFM NoteBookに組み込まれていた他、TownsOSでも標準装備されていた。ROM辞書を利用
- OAK3：OS/2用
- OAK4：MS-DOS用。OAK1との相違点は、複文節変換に対応した点。TownsOSでも利用できた。
- OAKV：DOS/V用。他のDOS向けOAKと異なり、単体で発売された[9]。また、富士通版MS DOS/Vに添付されFMVシリーズのハードディスク搭載モデルやOASYS/Vシリーズにプリインストールされていた[9]。

#### Windows OS向け
OAKW
- OAKW（OAK5）

Windows NT用で、FMR・FMVシリーズ版のWindows NTに添付されていた。後（1995年）にWindows 3.1に移植され『JEF拡張漢字ドライバ V2.1』に同梱される形で発売された。
OAK for Windows
バージョン番号はWindows OS向けのOASYSのバージョン番号に合わせている。後に単体でも発売されるようになった。
- OAK/Win V1.0

Windows 3.1用
- OAK/Win V2.0
- OAK/Win V2.3
- OAK for Windows V3.0

動作環境はWindows 3.1・95・NT3.5・NT3.51 である。
以下のバージョンについては公式サイトにてアップデートの公開がある。
- OAK for Windows 95 V4.0（OAK95）：Windows 95に対応

最新アップデートは2000年5月25日(版数表示は「V4.0 L10 rel.11G」)
動作環境はWindows 95・NT3.51・NT4.0 である。
- OAK for Windows 95 V4.1

最新アップデートは2000年10月19日(版数表示は「V4.1 L10 rel.05X」)
動作環境はWindows 95・NT3.51・NT4.0 である。
- OAK V5.0：Windows 98に対応

最新アップデートは2000年10月19日(版数表示は「V5.0 L10 rel.16B」)
動作環境はWindows 95・98・NT3.51・NT4.0 である。
- OAK V6.0

最新アップデートは2000年10月19日(版数表示は「V6.0 L10 rel.07P」)
動作環境はWindows 95・98・NT3.51・NT4.0 である。
- OAK V7.0

最新アップデートは2005年9月9日(版数表示は「V7.0 L10 rel.17Q」)
動作環境はWindows 95・98・Me・NT4.0・2000 である。
- OAK V8.0：OAK最終版、Japanist V1.0の元となる

最新アップデートは2004年5月14日(版数表示は「V8.0 L10 rel.19C」)
動作環境はWindows 95・98・Me・NT4.0・2000・XP・Server 2003 である。
試用版等
- OAK パワーアップβ版

OAK V7.0の後継となるOAK V8.0発売に先立って公開されていた。

### Japanist

#### Windows OS(PC)向け
- Japanist V1.0

最新アップデートは2002年8月30日(版数表示は「V1.0 L10 rel.07H」)
- Japanist 2002（V2.0）

最新アップデートは2004年6月11日(版数表示は「V2.0 L10 rel.22Z」)
- Japanist 2003（V3.0）

最新アップデートは2013年6月28日(版数表示は「V3.0 L10 rel.317」)

#### Windows Mobile向け
- Japanist for Pocket PC

シェアウェアとして提供されている。動作環境は以下の通り。
- - Pocket PC 2002/2003/2003SE
  - Windows Mobile 5.0